# Минко Минков
Вижте пояснителната страница за други личности с името Минко Минков.
Минко Тодоров Минков е български офицер, генерал-полковник от Държавна сигурност.

## Биография
Роден е на 7 септември 1924 г. в ловешкото село Стояново. Член на РМС от 1941 г. и на БКП от октомври 1944 г. От 1941 г. учи в Техническото училище в Ловеч. В него е секретар на организацията на РМС и ятак на партизански отряд. Поради комунистическа дейност е осъден на смърт през 1943, но присъдата му е заменена с 15 години затвор поради непълнолетие. След 9 септември 1944 г. участва във войната срещу Германия като помощник-командир на рота. Влиза в армията през есента на 1944 г. Завършва Военното училище в София през 1945 г. и става офицер в българската армия и служи в Гранични войски. От 1952 во 1954 г. учи във Военната академия в София. През 1946 г. постъпва в МВР. Началник на Гранични войски през 1971 – 1972 г. От 1972 до 1990 г. е заместник-министър на МВР. От 1976 г. е член на Централната контролно-ревизионна комисия на БКП. Умира през 2008 г. Удостоен е с почетното звание „Герой на социалистическия труд“ с указ № 2921 от 6 септември 1984 г. и орден „Народна република България“ – I степен за участие във Възродителния процес. Освен това е награждаван с ордените „9 септември 1944 г.“ – I и II ст., „Народна свобода 1941 – 1944 г.“, „Червено знаме“. Излиза в пенсия през 1990 г.